# Cy Coleman

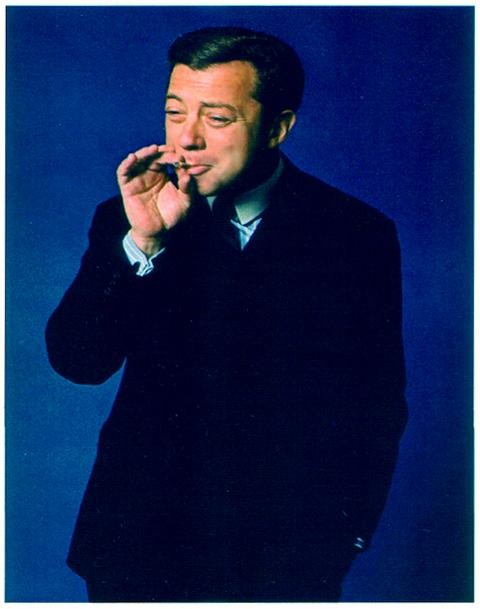
Cy Coleman

Cy Coleman, eigentlich Seymour Kaufman, (* 14. Juni 1929 in New York City, New York; † 18. November 2004 ebenda) war ein US-amerikanischer Komponist und Jazz-Pianist.

## Leben
Cy Colemans musikalische Karriere begann bereits im Alter von sechs Jahren, als er in der Carnegie Hall Klavierkonzerte gab und im Alter von neun Jahren in der Town Hall und Steinway Hall auftrat. Er wurde später zum Jazzpianisten ausgebildet und schrieb ein halbes Jahrhundert die Musik zahlreicher Broadway-Musicals und Songs wie „Why Try to Change Me Now“. Neben seiner Komponistentätigkeit war Coleman auch als Produzent, Verfasser, Lyriker, Arrangeur, Musiker, Musikalischer Direktor und Kreativer Berater tätig.
Für seinen Film Sweet Charity erhielt Coleman eine Oscar-Nominierung. Für den Film The Will Rogers Follies wurde er mit zwei Grammy Awards ausgezeichnet. Im Jahr 1994 erhielt Coleman einen Doktortitel der Long Island University.
Coleman erlag im Jahr 2004 einem Herzinfarkt.

## Broadwayproduktionen
- 1960: Wildcat – Libretto: N. Richard Nash (mit Lucille Ball)
- 1962: Little Me – Libretto: Neil Simon – Choreographie: Bob Fosse
- 1966: Sweet Charity – Libretto: Neil Simon nach Federico Fellinis Die Nächte der Cabiria – Regie: Bob Fosse
- 1973: Seesaw – Libretto: Michael Bennett
- 1977: I Love My Wife – Libretto: Michael Stewart – Regie: Gene Saks
- 1978: On the Twentieth Century – Libretto: Betty Comden – Regie: Harold Prince
- 1980: Barnum – Libretto: Mark Bramble
- 1989: City of Angels – Libretto: Larry Gelbart
- 1991: The Will Rogers Follies – Libretto: Peter Stone – (mit Keith Carradine)
- 1997: The Life – Libretto: Ira Gasman

## Filmografie (Auswahl)
- 1964: Der große Wolf ruft (Father Goose)
- 1965: Bei Madame Coco (The Art of Love)
- 1969: Sweet Charity – Regie: Bob Fosse (mit Shirley MacLaine, Chita Rivera und Sammy Davis Jr.)
- 1984: Die Göttliche (Garbo Talks)
- 1986: Power – Weg zur Macht (Power)
- 1989: Family Business – Regie: Sidney Lumet (mit Sean Connery und Dustin Hoffman)

## Diskographische Hinweise
- Cy Coleman: A Jazzman’s Broadway (Harbinger Records, ed. 2018)